# Korać-Cup 1981/82
Die Saison 1981/82 war die 11. Spielzeit des Korać-Cup, der von der FIBA Europa ausgetragen wurde.
Den Titel gewann Limoges CSP aus Frankreich.

## Modus
Es nahmen 27 Mannschaften aus 12 Nationen teil. Nach der Qualifikationsrunde spielten 22 Teams eine Ausscheidungsrunde. Die Gewinner dieser Spiele qualifizierten sich für die Gruppenphase, die aus vier Gruppen mit je vier Teams bestand. Der Erstplatzierte jeder Gruppe erreichte das Halbfinale, gefolgt vom Finale.
Die Sieger der Spielpaarungen in Runde 1 und im Halbfinale wurden in Hin- und Rückspiel ermittelt. Das Finale wurde in einem Spiel an einem neutralen Ort ausgetragen.

## Qualifikationsrunde
|                             | Gesamt  |                          | Hinspiel | Rückspiel |
| --------------------------- | ------- | ------------------------ | -------- | --------- |
| Lattesole Fortitudo Bologna | 173:158 | Iraklis Thessaloniki     | 86:56    | 87:102    |
| PAOK Thessaloniki           | 201:164 | ABC Stock 84 Wels        | 103:72   | 98:92     |
| Hapoel Haifa                | 200:203 | RBC Verviers-Pepinster   | 66:69    | 84:91     |
| GM Vasas Budapest           | 123:115 | Karşıyaka SK             | 65:51    | 58:64     |
| AMG Sebastiani Rieti        | 149:137 | ES Avignon BC            | 88:70    | 61:67     |
| Donar Groningen             | 199:182 | Solent Stars Southampton | 107:77   | 92:105    |
| CB OAR Ferrol               | 187:140 | Sanghalos DC             | 108:72   | 79:68     |
| BBC Sparta Bertrange        | 122:205 | RSC Anderlecht           | 56:104   | 66:101    |
| Olympiakos Piräus           | 139:156 | Maes Pils Mechelen       | 79:60    | 60:96     |
| T71 Dudelange               | 139:200 | Limoges CSP              | 83:92    | 56:108    |

## Teilnehmer
| Teilnehmer       | Teilnehmer | Teilnehmer                  | Teilnehmer           | Teilnehmer             | Teilnehmer                  |
| Land             | Anzahl     | Mannschaften                | Mannschaften         | Mannschaften           | Mannschaften                |
| ---------------- | ---------- | --------------------------- | -------------------- | ---------------------- | --------------------------- |
| Belgien          | 4          | RSC Anderlecht              | CEP Fleurus          | Maes Pils Mechelen     | RBC Verviers-Pepinster      |
| Italien          | 4          | Lattesole Fortitudo Bologna | AMG Sebastiani Rieti | Carrera Venezia Mestre | Cagiva Pallacanestro Varese |
| Jugoslawien      | 4          | KK Roter Stern Belgrad      | KK Union Olimpija    | KK Šibenka Šibenik     | KK Zadar                    |
| Spanien          | 4          | CB Cotonificio Badalona     | Joventut de Badalona | CB OAR Ferrol          | CB Miñón Valladolid         |
| Frankreich       | 3          | Limoges CSP                 | EB Orthez            | ASPO Tours             |                             |
| Griechenland     | 2          | Aris Thessaloniki           | PAOK Thessaloniki    |                        |                             |
| Israel           | 1          | Hapoel Tel Aviv             |                      |                        |                             |
| Niederlande      | 1          | Donar Groningen             |                      |                        |                             |
| Sowjetunion      | 1          | Spartak Leningrad           |                      |                        |                             |
| Türkei           | 1          | Efes Pilsen Istanbul        |                      |                        |                             |
| Tschechoslowakei | 1          | TJ Zbrojovka Brno           |                      |                        |                             |
| Ungarn           | 1          | GM Vasas Budapest           |                      |                        |                             |

## 1. Runde
|                             | Gesamt  |                         | Hinspiel | Rückspiel |
| --------------------------- | ------- | ----------------------- | -------- | --------- |
| Lattesole Fortitudo Bologna | 163:146 | TJ Zbrojovka Brno       | 104:86   | 59:60     |
| PAOK Thessaloniki           | 181:197 | KK Zadar                | 88:94    | 93:103    |
| RBC Verviers-Pepinster      | 178:182 | Efes Pilsen Istanbul    | 91:90    | 87:92     |
| GM Vasas Budapest           | 178:166 | CEP Fleurus             | 95:69    | 71:87     |
| AMG Sebastiani Rieti        | 163:157 | Olimpia Ljubljana       | 86:82    | 77:75     |
| Donar Groningen             | 187:189 | CB Cotonificio Badalona | 104:82   | 83:107    |
| ASPO Tours                  | 194:170 | CB OAR Ferrol           | 98:70    | 96:100    |
| RSC Anderlecht              | 165:169 | EB Orthez               | 93:86    | 72:83     |
| CB Miñón Valladolid         | 171:157 | Maes Pils Mechelen      | 100:79   | 71:78     |
| Limoges CSP                 | 183:165 | Aris Thessaloniki       | 106:77   | 77:88     |
| Hapoel Tel Aviv             | 189:195 | KK Šibenka Šibenik      | 101:97   | 88:98     |

- Außerdem für die Gruppenphase qualifiziert als Titelverteidiger:  Joventut de Badalona
- Freilos:  Carrera Venezia Mestre & Cagiva Pallacanestro Varese,  Spartak Leningrad,  KK Roter Stern Belgrad

## Gruppenphase

### Gruppe A
| Team                       | Sp | S | N | P+  | P-  |
| -------------------------- | -- | - | - | --- | --- |
| 1. Limoges CSP             | 6  | 4 | 2 | 561 | 549 |
| 2. CB Cotofinicio Badalona | 6  | 4 | 2 | 579 | 554 |
| 3. Carrera Reyer Mestre    | 6  | 3 | 3 | 587 | 563 |
| 4. Spartak Leningrad       | 6  | 1 | 5 | 498 | 559 |

### Gruppe B
| Team                    | Sp | S | N | P+  | P-  |
| ----------------------- | -- | - | - | --- | --- |
| 1. KK Zadar             | 6  | 4 | 2 | 580 | 544 |
| 2. EB Orthez            | 6  | 3 | 3 | 559 | 562 |
| 3. Joventut de Badalona | 6  | 3 | 3 | 486 | 483 |
| 4. Cagiva Pall. Varese  | 6  | 2 | 4 | 499 | 535 |

### Gruppe C
| Team                    | Sp | S | N | P+  | P-  |
| ----------------------- | -- | - | - | --- | --- |
| 1. KK Šibenka Šibenik   | 6  | 5 | 1 | 585 | 538 |
| 2. AMG Sebastiani Rieti | 6  | 4 | 2 | 579 | 516 |
| 3. CB Miñón Valladolid  | 6  | 3 | 3 | 537 | 546 |
| 4. GM Vasas Budapest    | 6  | 0 | 6 | 466 | 567 |

### Gruppe D
| Team                           | Sp | S | N | P+  | P-  |
| ------------------------------ | -- | - | - | --- | --- |
| 1. KK Roter Stern Belgrad      | 6  | 4 | 2 | 570 | 525 |
| 2. Lattesole Fortitudo Bologna | 6  | 3 | 3 | 538 | 535 |
| 3. ASPO Tours                  | 6  | 3 | 3 | 559 | 563 |
| 4. Efes Pilsen Istanbul        | 6  | 2 | 4 | 511 | 555 |

## Halbfinale
|                        | Gesamt  |                    | Hinspiel | Rückspiel |
| ---------------------- | ------- | ------------------ | -------- | --------- |
| KK Zadar               | 170:183 | Limoges CSP        | 92:84    | 78:99     |
| KK Roter Stern Belgrad | 198:200 | KK Šibenka Šibenik | 115:99   | 83:101    |

## Finale
Das Endspiel fand in Padua statt.
|             | Ergebnis |                    |
| ----------- | -------- | ------------------ |
| Limoges CSP | 90:84    | KK Šibenka Šibenik |

- Final-Topscorer:  Ed Murphy (Limoges CSP): 35 Punkte